# 尼克·皮維塔
尼可拉斯·約翰·卡洛·皮維塔（英語：Nicholas John Carlo Pivetta，1993年2月14日—），為美國職棒大聯盟的投手，目前效力於聖地牙哥教士。他先前曾效力於費城人與紅襪兩隊。他的身高196公分，體重100公斤，右投右打。

## 職業生涯

### 小聯盟時期
2013年美國職棒大聯盟選秀，國民在第四輪選進皮維塔。2014年，他在1A拿下13勝8敗，防禦率4.22。2015年，他在高階1A拿下7勝4敗，防禦率2.29。這兩年他都入選小聯盟的明星賽。

### 費城費城人
2015年7月28日，國民將皮維塔交易到費城人，換來喬納森·派柏邦。
2016年，他在2A拿下11勝6敗，防禦率3.41。2017年，他代表加拿大參加經典賽。這年他在3A拿下5勝0敗，防禦率1.41。4月30日，皮維塔登上大聯盟。這年他拿下8勝10敗，防禦率6.02。這年他的三振保送比為9.47，為大聯盟菜鳥投手最高。
2018年，他拿下7勝14敗，防禦率4.77。6月18日，他投出生涯新高的單場13次三振。
2019年，皮維塔因為開季表現不佳而被下放3A。他在3A拿下5勝1敗，防禦率3.07。7月19日，他從先發輪值移往牛棚發展。整季他在大聯盟拿下4勝6敗，防禦率5.38，並拿下1次救援成功。
2020年，皮維塔在縮水賽季僅出賽3場比賽，5.2局投球內容，防禦率高達15.88。

### 波士頓紅襪
2020年8月21日，費城人將皮維塔和Connor Seabold交易到紅襪，換來Brandon Workman和Heath Hembree。該年他在紅襪僅出賽2場比賽，防禦率1.80。
2021年，皮維塔成為先發輪值一員。他在前7場先發拿下5勝0敗，但他卻在5月12日因為未施打疫苗而錯過出賽。6月24日，他面對光芒隊投出6.2局無安打。9月初，他確診COVID-19而被放進傷兵名單。整季他拿下9勝8敗，防禦率4.53。季後賽方面，他投了13.2局，共失4分。
2022年，他拿下10勝12敗，防禦率4.56。2023年1月13日，他和紅襪簽下1年的延長合約。但他在前8場先發防禦率高達6.30，因此在季中被移往牛棚。7月17日，他面對運動家投出6局無安打，並送出13次三振，寫下紅襪隊史後援投手的單場三振紀錄。
2024年4月9日，他因為右手肘屈肌拉傷而進入傷兵名單。5月30日，皮維塔連續三振8名打者，刷新羅傑·克萊門斯樹立的隊史紀錄。

## 技術特點
皮維塔的主要球路有快速球、曲球、滑球和變速球。其中快速球是他的拿手武器，均速可達時速96英里(約154公里)。

## 外部連結
- 球員資訊和成績在MLB ，ESPN ，Retrosheet ，Baseball Reference ，Baseball Reference (Minors) ，Fangraphs ，The Baseball Cube （英文）